# Raiden Tameemon
Raiden Tameemon (雷電爲右衞門?, nato Seki Tarōkichi; gennaio 1767 – 11 febbraio 1825) è stato un lottatore di sumo giapponese di Tōmi, della prefettura di Nagano.
È considerato uno dei più famosi rikishi di sempre, nonostante non sia mai stato promosso a yokozuna, e ancora oggi detiene il record di maggior tasso di vittorie di tutti i tempi.

## Biografia
Nato da una famiglia di agricoltori nella provincia di Shinano, si dice che possedesse una grande forza fisica persino nella sua infanzia. Quando aveva 14 anni, suo padre Hanemon, amante del sumo e del Sakè, lo portò al vicino villaggio di Nagaze (oggi Murokocho). A 17 anni, fu preso dalla scuderia di Urakaze-beya, guidata da Urakaze Kazuki, durante il suo jungyō (tour regionale); allora Raiden era alto 1 metro e 97 centimetri, numeri impressionanti per i contemporanei, oltre alle lunghe braccia e alle mani grosse (un'impronta digitale nel tempio di Shofukuji vicino a Okayama apparterrebbe forse a Raiden, in quanto sarebbe lungo ben 24 centimetri dal polso al dito medio). Durante il suo addestramento come lottatore di sumo, egli sviluppò un peso di 169 chili.

### Carriera da lottatore
Stupito da queste qualità, Urakaze Kazuki lo prese e lo portò a Edo, dove Raiden dimostrò un talento per il sumo, soprattutto nelle tecniche oshi-sumo, ma fu anche molto veloce considerando le sue dimensioni. Ben presto, si unì alla scuderia di Isenoumi-beya, dove fu addestrato dallo yokozuna Tanikaze Kajinosuke.
Nel 1789, Raiden comparve nel banzuke, la classifica gerarchica dei lottatori di sumo. Avrebbe però fatto il suo esordio nell'autunno del 1790; iniziò come sekiwake, come molti altri esordienti, e vinse il rispettivo torneo senza una sconfitta. Alla morte di Tanikaze, Raiden fu promosso a ōzeki nel marzo del 1795, un rango che mantenne per quasi 17 anni. Tra il novembre 1793 e aprile 1800, Raiden terminò tutti i tornei nel quale partecipò, con i migliori record che superarono altri grandi lottatori dell'epoca, come Onogawa Kisaburō e lo stesso Tanikaze. Dopo il 1800, a seguito del suo perenne dominio, gli fu chiesto dagli ufficiali di sumo di non usare le sue tecniche preferite per rendere gli incontri più interessanti.
Partecipò a ben 35 tornei (a quei tempi vi erano soltanto due basho all'anno), Raiden ne vinse 28, sette dei quali senza una sconfitta o un pareggio. In totale, raggiunse ben 254 vittorie, 10 sconfitte e 41 pareggi, con una percentuale record di 96,2%. Il suo miglior record consecutivo furono 11 tornei di fila, equivalenti a 44 incontri in totale. Questi campionati sono però considerati non ufficiali dall'Associazione di Sumo Giapponese, dato che, prima della nascita dell'attuale sistema yūshō nato nel 1909, non c'era alcun premio per le prestazioni individuali nei tornei.

### Ritiro
Alla fine, nella primavera del 1811, Raiden si ritirò dalla lotta all'età di 43 anni. Divenne presidente dell'associazione di sumo della provincia di Izumo (nell'odierna prefettura di Shimane), dove si trovava il suo daimyō sponsor. Nel 1816, si trasferì a Edo, dove finì il suo diario, Shokoku Sumo Hikae-cho ("Diario di sumo nelle varie regioni"), che descrive il suo tempo come lottatore dal 1789.
Alla sua morte nell'11 febbraio 1825, fu sepolto ad Akasaka, un distretto di Edo. Due sue ciocche di capelli furono seppellite in altre due tombe: una si trova nel suo villaggio natale, l'altra a Matsue, nella prefettura di Shimane.
Durante l'attività di Raiden, gli abitanti del suo villaggio costruivano monumenti in onore dei suoi genitori; lo stesso Raiden contribuì con un barile di sakè in onore del padre. Dalla sua morte, Raiden è apparso non solo come soggetto di molteplici statue, ma anche in stampe e su etichette di birra.

### Il titolo diyokozuna
Nonostante il suo dominio, Raiden non fu mai promosso a yokozuna, il rango più alto nel sumo, per ragioni che restano ignote. Il giornalista Masahiko Nomi teorizza che il 19° Yoshida Oikaze diede il titolo di yokozuna a solo due lottatori, Tanikaze e Onogawa, e non volle onorare nessun altro in futuro. Decenni dopo, la famiglia Gojo volle promuovere Kashiwado Risuke e Tamagaki Gakunosuke al titolo di yokozuna; il 20° Yoshida Oikaze rispose dando tale titolo a Ōnomatsu Midorinosuke, e questi divenne il primo nuovo yokozuna in quasi 40 anni.
Un'altra teoria suggerisce una politica dei clan: lo sponsor di Raiden, Matsudaira Harusato, fu discendente di Yūki Hideyasu, figlio di Tokugawa Ieyasu. La famiglia Yoshida, che aveva il privilegio di insignire i titoli yokozuna, sosteneva il clan Hosokawa, noto per aver sostenuto Ishida Mitsunari, che era stato rivale di Ieyasu.
Il titolo di yokozuna sarebbe stato riconosciuto nel banzuke solo agli inizi del XX secolo. Quando Jinmaku Kyūgorō eresse un monumento alla memoria del sumo all'altare di Tomioka Hachiman nel 1900, egli incluse il nome di Raiden come "rikishi senza pari", nonostante non fosse mai stato promosso ufficialmente.

## Nella cultura popolare
Compare nel manga Record of Ragnarok come quinto combattente della fazione umana contro Shiva.